# Coca-Cola Naranja
Coca-Cola Orange Vainilla , anteriormente Coca-Cola Orange y en algunos mercados Coca-Cola con Naranja , es una variación de 
Coca-Cola originalmente disponible por tiempo limitado. Se introdujo en junio de 2007, únicamente en Gibraltar , tras el éxito de la Coca-Cola Lime del año anterior , en la que el 40% de las ventas de lanzamiento representaron nuevos clientes y un aumento de las compras.
El producto similar actual, Coca-Cola Orange Vainilla , se lanzó en los Estados Unidos el 25 de febrero de 2019.

## Mercado de consumo
Coca-Cola Orange fue diseñada para atraer a los bebedores habituales de Coca Cola y de sus variantes cítricas, Coca-Cola con limón y Coca - Cola con lima . Inicialmente, la cola estaba aromatizada solo con naranja. Coca Cola Orange se produjo en latas de 330 ml , botellas de plástico de 500 ml y botellas de plástico de dos litros.
Coca Cola Orange ya no está disponible en el Reino Unido, excepto en las máquinas fuente Coca-Cola Freestyle ; la bebida también está disponible en Letonia y Rusia .  Coca-Cola Orange estuvo disponible por tiempo limitado en la primera mitad de 2017 en Brasil como producto de temporada. 

## Historia
En Alemania, en la década de 1970, Coca Cola vendió su bebida Mezzo Mix , una bebida con una fórmula similar a la Coca-Cola Orange. Mezzo Mix también se conoce como Naranja & Cola o Fanta Mezzo Mix en España. El nombre sueco es Fanta Mezzo, donde se lanzó en enero de 2017 para un importante festival de música.
Mezzo Mix se ofreció entre ocho sabores de refrescos internacionales originales para degustar en Epcot's Club Cool . En la década de 1990, había dos tipos de Mezzo Mix, naranja y limón. Spezi es otra bebida de Alemania que mezcla cola con naranja, Naranja & Cola.
En julio de 2007, Mezzo Mix introdujo una opción baja en calorías, Mezzo Mix Zero, para competir con otras marcas importantes que se estaban cruzando hacia el mercado consciente de la salud. El producto es popular a nivel mundial [ cita requerida ] , pero en los Estados Unidos , solo está disponible en máquinas de fuentes Coca-Cola Freestyle (desde 2009).

## Formulación
Coca-Cola Orange enumera "fruta naranja de concentrado (1%)" en los ingredientes. Coca-Cola Orange salió a la venta en Japón en noviembre de 2014, aunque la versión japonesa no contenía jugo de fruta real. 

## Nutrición
Según el sitio web de Coca-Cola , la bebida contiene 140 calorías. Hay 0 g de grasa, 35 mg de sodio (1% DV), 39 g de carbohidratos, todos los cuales son azúcares añadidos (78% DV).